# Montagu Toller
Henry Montagu Toller (2 de febrero de 1871 en Barnstaple - 5 de agosto de 1948 en Titchfield) fue un jugador de cricket británico.
Montagu Toller estudió en la Blundells's School, donde fue miembro del equipo de cricket. Fue un jugador de Somerset County Cricket Club en 1897 y el Devon County Cricket Club. Participa en el único partido de cricket en los Juegos Olímpicos de París 1900. Gran Bretaña vence Francia en 158 carreras y así ganó la medalla de oro.